# 1556
Évszázadok: 15. század – 16. század – 17. század
Évtizedek: 1500-as évek – 1510-es évek – 1520-as évek – 1530-as évek – 1540-es évek – 1550-es évek – 1560-as évek – 1570-es évek – 1580-as évek – 1590-es évek – 1600-as évek
Évek: 1551 – 1552 – 1553 – 1554 –  1555 – 1556 – 1557 – 1558 – 1559 – 1560 – 1561

## Események

### Határozott dátumú események
- január 1–25. – A pozsonyi országgyűlés 4. tc.-e elrendeli, hogy az urak és nemesek is adózzanak a várak megerősítésére.[1]
- Január 23.-án történt az 1556-os saanhszi földrengés Kína Sanhszi tartományában, mely a történelem legpusztítóbb feljegyzett földrengése volt, megközelítőleg 830 ezer áldozatot követelt több száz kilométeres körzetben.
- január 16. – V. Károly lemond a német-római császári címről, s ezzel a Habsburg család két házra szakad.
- június 11. – július 30. – Szigetvár harmadik ostroma. (Hadim Ali budai pasa 25 000-es sereggel – Istvánffy a harcokat követően 50 évvel teszi erre a kétségtelenül magas számra – ostromolja az 1 000 fegyveressel és 2 000 civil lakossal védelmezett, Horváth Márk kapitánysága alatt álló erődöt.)
- október 23. – Az erdélyi rendek és a lakosság lelkesedésétől kísérve bevonul Kolozsvárra az ötesztendős sziléziai száműzetéséből visszatért Izabella királyné és fia, János Zsigmond.[2]
- november 25. – A kolozsvári rendi gyűlés Izabellát Erdély kormányzójának ismerik el a 16 éves János Zsigmond nagykorúsításáig.[3]

### Határozatlan dátumú események
- ősz – Zrínyi Miklós lemond horvát és szlavón báni tisztségéről.[4]
- az év folyamán – 
  - Széchy Margit katonákkal űzi el az utolsó szentgotthárdi apátot.
  - Megalakul a bécsi Udvari Haditanács.[1]
  - Az Asztraháni Kánság ellenállás nélkül elfogadja Oroszország fennhatóságát.[5][6]

## Születések
- február 21. – Sethus Calvisius latinul író német zenetudós, zeneszerző, csillagász és matematikus († 1615)
- május 26. – III. Mehmed, az Oszmán Birodalom 13. szultánja († 1603)

## Halálozások
- január 30. – Tinódi Lantos Sebestyén énekszerző, lantos, a 16. századi magyar epikus költészet jelentős képviselője (* 1510)
- április 26.  – Valentin Trotzendorf német pedagógus
- július 31. – Loyolai Ignác katolikus hittudós és misszionárius a Jezsuita rend alapítója. (* 1491)
- november 14. – Giovanni della Casa itáliai költő, író (* 1504)

## Európai időjárás
Hőhullámok áprilistól szeptemberig, körmenetek esőért, rendkívül korai, bőséges és édes bort adó szüret.